# Чжуншань (Далянь)
Чжунша́нь (кит. упр. 中山, пиньинь Zhōngshān) — район городского подчинения города субпровинциального значения Далянь (КНР), один из «внутригородских четырёх районов».

## История
После окончания Второй мировой войны новые власти изменили административное деление Даляня, сведя в ноябре 1945 года ранее существовавшие 123 мелких района в 12 крупных районов, одним из которых стал район Хэйцзюйцзы (黑咀子). В декабре 1945 года было решено переименовать район в честь Сунь Ятсена (Сунь Чжуншаня) — так появился район Чжуншань. В феврале 1946 года к нему были присоединены Центральный район и район Наньшань, в декабре 1950 года — район Сыэргоу, в июле 1959 года — район Линцянь.

## Административное деление
Район Чжуншань делится на 9 уличных комитетов.

## Географическое положение
С севера, востока и юга район омывается Жёлтым морем, с запада граничит с районом Сиган.